# Heinäsaari (ö i Södra Savolax, S:t Michel, lat 61,52, long 26,41)
Heinäsaari är en ö i Finland. Den ligger i sjön Pienivesi och i kommunen Pertunmaa i den ekonomiska regionen  S:t Michel och landskapet Södra Savolax, i den södra delen av landet, 170 km nordost om huvudstaden Helsingfors. Öns area är 0,3 hektar och dess största längd är 80 meter i öst-västlig riktning.